# 正義的夥伴
《正義的夥伴》（日语：正義の味方），是日本漫畫家聖千秋創作的日本漫畫作品。2004年於《Chorus》開始連載，單行本全7卷。

## 劇情內容
雖然得在魔鬼性格的姐姐槙子的惡勢力之下的夾縫中求生存，但個性豁達的妹妹容子，倒也與姐姐相安無事。突然有一天，姐姐在公司遇到「命中注定的那個人」時，命令妹妹代替自己偵查優秀男人直紀，總是被惡魔姐姐當成傭人的容子，為了想讓姐姐趕快結婚，嫁出去後從家裡搬出，拼命撮合姐姐和直紀，卻發現學校裡最受歡迎的男生岡本陸竟然是直紀的鄰居……。

## 主要角色
中田容子
高中一年級生。她自小被姐姐槙子欺凌。不過生性樂觀的她亦勇於生存下去。被槙子稱為石狩熊子。為了脫離姐姐的魔掌，受姐姐的要求追求良川。與岡本陸的互動中，不知不覺喜歡上他，最後向岡本陸告白。
良川槙子
容子的姐姐，舊姓：中田。十分嘴饞。在出名的私立大學畢業，現於行政機關工作，是一個美貌與智慧並存的人。不過她的內心和外表完全相反，美麗外表之下有著魔鬼心腸。她不單只是欺負妹妹、把妹妹當傭人使喚，還不讓妹妹有還擊的機會。
良川直紀
東大出身。在政務省工作的傑出人物，外表帥氣個性平和。在容子的幫助之下，成為了槙子的丈夫。
岡本陸
容子的帥哥同學。對陸來說容子好像與其他的女孩子不同而注意著她。是良川直紀的鄰居。不知不覺喜歡上容子，但一直無法說出口，最終回知道容子也喜歡自己的時候，也給予回應。最終仍坐上往大阪的電車。
森山知佳
陸的青梅竹馬。外表美麗，不容易接受別人，在女孩子間的評價也不好。自認為是陸的女友，把容子當作情敵。
中田五郎
容子和槙子的父親。是位老實人，對於公司的升職也不太在意。不過對於春子的愛，他自認為不會輸給任何人。
中田春子
容子和槙子的母親，舊姓：野野宮。個性天真，某種程度來說其實是遲鈍。槙子對於她來說是驕傲。另外時常說出讓人吃驚的發言。娘家姓野野宮，出身富裕大戶人家，父親是出版社社長，自幼便是千金小姐，當年因為父親反對和五郎的婚事，而與五郎私奔。和良川家的現任大家長美惠子姑姑是舊識。在與美惠子重逢後，真正的個性才浮上檯面：表面上個性遲鈍，事實上心思縝密。楨子的魔鬼心腸，完全是出自母親春子的真傳。
良川克夫
直紀的爸爸。熱愛書法。
良川里美
直紀的媽媽。是良川家唯一發現槙子真面目的人。
良川弘志
直紀的弟弟。喜歡攝影。

### 其他人物

#### 神奈川縣立美台高中
島崎麻衣
容子從小的好友兼同學。相當仰慕槙子。也是容子平時商量煩惱的對象，但時常作出錯誤的決定。
小松響子
容子的同學。容子、麻衣、響子的三人組之一，三人組中擔任領導角色。崇拜著槙子。
小森太一
坐在容子後面的男同學，十分喜歡在容子、麻衣、響子說話時插嘴。

#### 政務省
山下綠
因為每次都被槙子搶盡風頭，對槙子十分妒嫉，但又對槙子無可奈何。
堀田亞梨沙
槙子的同事，怕事不敢反駁，對槙子十分崇拜。
野上公一郎
槙子的上司課長，但十分畏懼槙子。當他指責槙子時，總是得出相反的結果。對槙子的能力很讚賞。

#### 良川家
胡桃澤美惠子
直紀的姑姑。性格較為嚴謹。年輕時和春子的父母熟識，其丈夫離開春子父親的出版社，獨立開業時，春子的父親還大力資助他們，因此對春子他們一直感恩在心。

## 出版書籍
| 卷數 | 集英社         | 集英社                 |
| 卷數 | 發售日期       | ISBN                   |
| ---- | -------------- | ---------------------- |
| 1    | 2004年12月16日 | ISBN 4-08-865260-6     |
| 2    | 2005年9月16日  | ISBN 4-08-865302-5     |
| 3    | 2006年10月19日 | ISBN 4-08-865369-6     |
| 4    | 2007年6月19日  | ISBN 978-4-08-865406-5 |
| 5    | 2008年2月19日  | ISBN 978-4-08-865462-1 |
| 6    | 2008年7月17日  | ISBN 978-4-08-865489-8 |
| 7    | 2009年3月19日  | ISBN 978-4-08-865525-3 |

## 電視劇

### 演員列表
- 中田容子（16） - 志田未來
- 良川（中田）槙子（24） - 山田優
- 中田五郎（52） - 佐野史郎
- 中田（野野宮）春子（48） - 田中好子
- 岡本陸（16） - 本鄉奏多
- 島崎麻衣（16） - 志村玲那
- 小松響子（16） - 中村靜香
- 森山知佳（16） - 西內麻理耶
- 小森太一（16） - 入江甚儀
- 良川直紀（28） - 向井理
- 山下綠 - 瀧澤沙織
- 堀田亞梨沙 - 石井美繪子
- 野上公一郎（課長） - 德井優
- 良川克夫 - 平泉成
- 良川里美 - 山口泉

#### 客串演出
- 中田容子幼年 - 紺野萌花
- 中田槙子幼年 - 吉田里琴、夏居瑠奈
- 楠木光輝（16） - 長内陽（第1話）
- 野上仁美 - 布施繪理（第2話）
- 長州小力 - 本人飾演（容子、槙子在深夜看的搞笑電視節目的藝人，是志田未來喜歡模仿的藝人）（第3話）
- 近藤 - 每度豐（第3話）
- 藤野美千留 - 新谷真弓（第3、4話）
- 稻田事務次官 - 山田壽美子（第6話）
- 國際課課長 - 田窪一世（第6話）
- 良川弘志 - 田島亮（田島優成）（第6、最終話）
- 養狗的鄰居 - 久本朋子（第7話）
- 胡桃澤美惠子 - 吉行和子（第8話）
- 松山宗平 - 卜字高雄（第8話）
- 山之内外務次官 - 越村公一（第9話）
- 拉麵店店主 - 阿部亮平（第9話）
- 小倉淳 - 本人飾演（最終話）

### 製作人員
- 原作：聖千秋（集英社）
- 編劇：旺季志津香（第1～3、5、7、9話）、關繪梨香（第4、8話）、福間正浩 （第6、10話）
- 音樂：小西康陽
- 主題曲：奥村初音（Avex trax）
- 音效設計：石井和之
- 技術協助：NiTRo
- 美術協助：日本電視台美術部
- 導演：中島悟（日本電視台）（第1、2、5、7、9話）、阿部雄一（第3、4、6、8話）
- 製作人：次屋尚（日本電視台）、大久保智巳（AVEC COMPANY）
- 製作協助：AVEC COMPANY
- 製作：日本電視台廣播網

### 播放日程
| 集數                                                             | 日文標題 | 中文標題                     | 播放日期      | 收視率 |
| ---------------------------------------------------------------- | -------- | ---------------------------- | ------------- | ------ |
| 第1話                                                            |          | 惡魔姐姐與苦命妹妹的傑出喜劇 | 2008年 7月9日 | 13.2%  |
| 第2話                                                            |          | 戀愛中的姐姐帶來地獄般的生活 | 7月16日       | 10.1%  |
| 第3話                                                            |          | 惡魔姐姐槙子的喜好           | 7月23日       | 8.7%   |
| 第4話                                                            |          | 求婚大作戰                   | 7月30日       | 9.4%   |
| 第5話                                                            |          | 自力救濟結婚作戰             | 8月6日        | 11.6%  |
| 第6話                                                            |          | 雞胸肉和姊妹                 | 8月13日       | 9.1%   |
| 第7話                                                            |          | 這個世界上真的有鬼！         | 8月20日       | 7.8%   |
| 第8話                                                            |          | 穿著喪服的惡魔               | 8月27日       | 10.5%  |
| 第9話                                                            |          | 蒸鱉和姐妹                   | 9月3日        | 10.0%  |
| 最終話                                                           |          | 邪惡的懲罰！鬼變的更強大？   | 9月10日       | 12.2%  |
| 平均收視率10.26%（收視率為Video Research調查關東地區的統計資料） |          |                              |               |        |

### 播出時間
- 日本日本電視台於2008年7月9日起每星期三22:00至22:54（日本時間）播出。

第一集（7月9日）於22:00至23:09
- 台灣緯來日本台於2009年1月20日起播出，譯名為「我姊是惡魔」。

## 外部連結
- （日語）日文官方網頁（日本電視台） （页面存档备份，存于）
- 外景拍攝場地一覽表（部分連照片及/或地圖） （页面存档备份，存于）